# Дебричен
Дебричен (нім. Döbritschen) — громада в Німеччині, розташована в землі Тюрингія. Входить до складу району Ваймарер-Ланд. Складова частина об'єднання громад Меллінген.
Площа — 8,33 км2. Населення становить 232 ос. (станом на 31 грудня 2021).

## Галерея

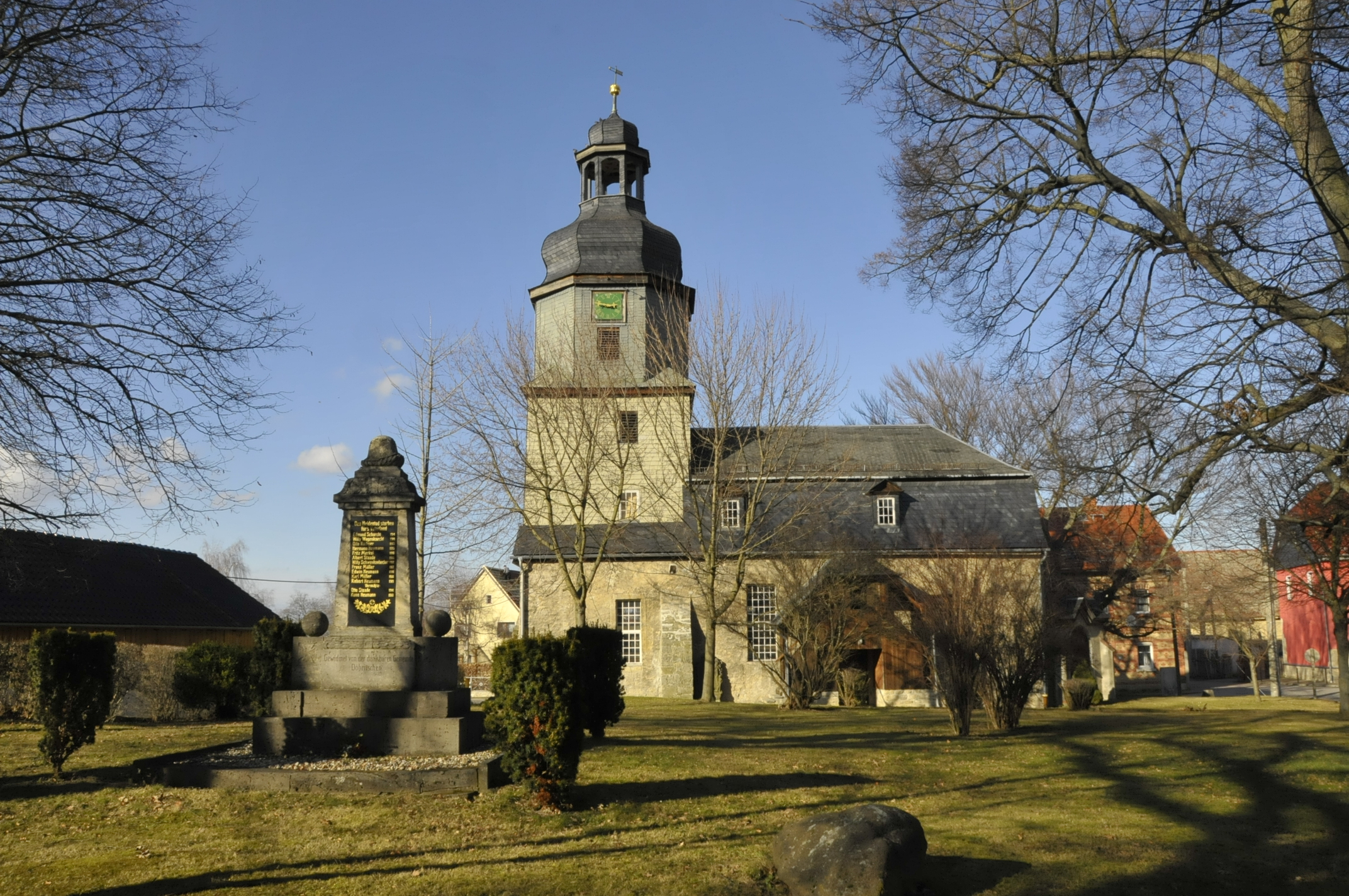